# Étoile de Bessèges 2019
L'Étoile de Bessèges 2019, quarantanovesima edizione della corsa e valevole come prova dell'UCI Europe Tour 2019 categoria 2.1, si svolse in 4 tappe dal 7 al 10 febbraio 2019 su un percorso di 472,1 km, con partenza da Bellegarde e arrivo a Alès, in Francia. La vittoria fu appannaggio del francese Christophe Laporte, il quale completò il percorso in 10h29'35", precedendo lo svedese Tobias Ludvigsson e il belga Jimmy Janssens.
Sul traguardo di Alès 135 ciclisti, su 151 partiti da Bellegarde, portarono a termine la competizione.

## Tappe
| Tappa  | Data        | Percorso                                | km    | Vincitore di tappa | Leader cl. generale |
| ------ | ----------- | --------------------------------------- | ----- | ------------------ | ------------------- |
| 1ª     | 7 febbraio  | Bellegarde > Beaucaire                  | 145,3 | Bryan Coquard      | Bryan Coquard       |
| 2ª     | 8 febbraio  | Saint-Geniès-de-Malgoirès > La Calmette | 157,9 | Christophe Laporte | Christophe Laporte  |
| 3ª     | 9 febbraio  | Bessèges > Bessèges                     | 158,2 | Marc Sarreau       | Christophe Laporte  |
| 4ª     | 10 febbraio | Alès > Alès (cron. individuale)         | 10,7  | Christophe Laporte | Christophe Laporte  |
| Totale | Totale      | Totale                                  | 472,1 |                    |                     |

## Squadre e corridori partecipanti
| N.      | Cod. | Squadra                    |
| ------- | ---- | -------------------------- |
| 1-7     | ALM  | AG2R La Mondiale           |
| 11-17   | COF  | Cofidis, Solutions Crédits |
| 21-27   | TFS  | Trek-Segafredo             |
| 31-37   | GFC  | Groupama-FDJ               |
| 41-47   | EF1  | EF Education First         |
| 51-57   | TDE  | Direct Énergie             |
| 62-67   | LTS  | Lotto Soudal               |
| 71-77   | VCB  | Vital Concept-B&B Hotels   |
| 81-87   | SVB  | Sport Vlaanderen-Baloise   |
| 91-97   | DMP  | Delko Marseille Provence   |
| 101-107 | WVA  | Wallonie Bruxelles         |

| N.      | Cod. | Squadra                         |
| ------- | ---- | ------------------------------- |
| 111-117 | PCB  | Team Arkéa-Samsic               |
| 121-127 | WGG  | Wanty-Gobert Cycling Team       |
| 131-137 | COC  | Corendon-Circus                 |
| 141-147 | GAZ  | Gazprom-RusVelo                 |
| 151-157 | ICA  | Israel Cycling Academy          |
| 161-167 | AUB  | St Michel-Auber 93              |
| 171-177 | EUS  | Euskadi Basque Country-Murias   |
| 181-187 | AMO  | Amore & Vita-Prodir             |
| 191-197 | NRL  | Natura4Ever-Roubaix Lille Métr. |
| 201-207 | CPK  | Team Colpack                    |
| 211-217 | CCS  | Sovac                           |

## Dettagli delle tappe

### 1ª tappa
- 7 febbraio: Bellegarde > Beaucaire – 145,3 km

Risultati
| Pos. | Corridore      | Squadra       | Tempo    |
| ---- | -------------- | ------------- | -------- |
| 1    | Bryan Coquard  | Vital Concept | 3h16'42" |
| 2    | Sacha Modolo   | Educ. First   | s.t.     |
| 3    | Pierre Barbier | Natura4Ever   | s.t.     |

| Pos. | Corridore      | Squadra       | Tempo    |
| ---- | -------------- | ------------- | -------- |
| 1    | Bryan Coquard  | Vital Concept | 3h16'32" |
| 2    | Sacha Modolo   | Educ. First   | a 4"     |
| 3    | Pierre Barbier | Natura4Ever   | a 6"     |

### 2ª tappa
- 8 febbraio: Saint-Geniès-de-Malgoirès > La Calmette – 157,9 km

Risultati
| Pos. | Corridore          | Squadra | Tempo    |
| ---- | ------------------ | ------- | -------- |
| 1    | Christophe Laporte | Cofidis | 3h30'59" |
| 2    | Clément Venturini  | AG2R    | s.t.     |
| 3    | Enzo Wouters       | Lotto   | s.t.     |

| Pos. | Corridore          | Squadra       | Tempo    |
| ---- | ------------------ | ------------- | -------- |
| 1    | Christophe Laporte | Cofidis       | 6h47'31" |
| 2    | Bryan Coquard      | Vital Concept | s.t.     |
| 3    | Jérôme Cousin      | Direct        | a 3"     |

### 3ª tappa
- 9 febbraio: Bessèges > Bessèges – 158 km

Risultati
| Pos. | Corridore          | Squadra | Tempo    |
| ---- | ------------------ | ------- | -------- |
| 1    | Marc Sarreau       | FDJ     | 3h26'31" |
| 2    | Christophe Laporte | Cofidis | s.t.     |
| 3    | Mikel Aristi       | Euskadi | s.t.     |

| Pos. | Corridore          | Squadra       | Tempo     |
| ---- | ------------------ | ------------- | --------- |
| 1    | Christophe Laporte | Cofidis       | 10h13'56" |
| 2    | Bryan Coquard      | Vital Concept | a 5"      |
| 3    | Marc Sarreau       | FDJ           | a 6"      |

### 4ª tappa
- 10 febbraio: Alès > Alès – Cronometro individuale – 10,7 km

Risultati
| Pos. | Corridore          | Squadra  | Tempo  |
| ---- | ------------------ | -------- | ------ |
| 1    | Christophe Laporte | Cofidis  | 15'39" |
| 2    | Tobias Ludvigsson  | Groupama | s.t.   |
| 3    | Jimmy Janssens     | Corendon | a 13"  |

| Pos. | Corridore          | Squadra  | Tempo     |
| ---- | ------------------ | -------- | --------- |
| 1    | Christophe Laporte | Cofidis  | 10h29'35" |
| 2    | Tobias Ludvigsson  | Groupama | a 16"     |
| 3    | Jimmy Janssens     | Corendon | a 29"     |

## Evoluzione delle classifiche
| Tappa              | Vincitore          | Classifica generale Maglia ocra | Classifica a punti Maglia gialla | Classifica scalatori Maglia azzurra | Classifica giovani Maglia bianca | Classifica a squadre     |
| ------------------ | ------------------ | ------------------------------- | -------------------------------- | ----------------------------------- | -------------------------------- | ------------------------ |
| 1ª                 | Bryan Coquard      | Bryan Coquard                   | Bryan Coquard                    | Edward Planckaert                   | Pierre Barbier                   | Sport Vlaanderen-Baloise |
| 2ª                 | Christophe Laporte | Christophe Laporte              | Christophe Laporte               | Amaury Capiot                       | Pierre Barbier                   | Sport Vlaanderen-Baloise |
| 3ª                 | Marc Sarreau       | Christophe Laporte              | Christophe Laporte               | Edward Planckaert                   | Valentin Madouas                 | Sport Vlaanderen-Baloise |
| 4ª                 | Christophe Laporte | Christophe Laporte              | Christophe Laporte               | Edward Planckaert                   | Valentin Madouas                 | Groupama-FDJ             |
| Classifiche finali | Classifiche finali | Christophe Laporte              | Christophe Laporte               | Edward Planckaert                   | Valentin Madouas                 | Groupama-FDJ             |

## Classifiche finali

### Classifica generale - Maglia ocra
| Pos. | Corridore           | Squadra     | Tempo     |
| ---- | ------------------- | ----------- | --------- |
| 1    | Christophe Laporte  | Cofidis     | 10h29'35" |
| 2    | Tobias Ludvigsson   | Groupama    | a 16"     |
| 3    | Jimmy Janssens      | Corendon    | a 29"     |
| 4    | Bauke Mollema       | Trek        | s.t.      |
| 5    | Sep Vanmarcke       | Educ. First | a 34"     |
| 6    | Yoann Paillot       | Auber 93    | a 36"     |
| 7    | Sebastian Langeveld | Educ. First | s.t.      |
| 8    | Valentin Madouas    | Groupama    | a 43"     |
| 9    | Fabio Felline       | Trek        | a 46"     |
| 10   | Eliot Lietaer       | Wallonie    | a 48"     |

### Classifica a punti - Maglia gialla
| Pos. | Corridore          | Squadra       | Punti |
| ---- | ------------------ | ------------- | ----- |
| 1    | Christophe Laporte | Cofidis       | 82    |
| 2    | Marc Sarreau       | Groupama      | 45    |
| 3    | Bryan Coquard      | Vital Concept | 39    |
| 4    | Clément Venturini  | AG2R          | 35    |
| 5    | Niccolò Bonifazio  | Direct        | 33    |

### Classifica scalatori - Maglia azzurra
| Pos. | Corridore           | Squadra   | Punti |
| ---- | ------------------- | --------- | ----- |
| 1    | Edward Planckaert   | Sport Vl. | 22    |
| 2    | Benjamin Declercq   | Sport Vl. | 14    |
| 3    | Amaury Capiot       | Sport Vl. | 12    |
| 4    | Pierre-Luc Périchon | Cofidis   | 8     |
| 5    | Axel Domont         | AG2R      | 6     |

### Classifica giovani - Maglia bianca
| Pos. | Corridore          | Squadra     | Punti     |
| ---- | ------------------ | ----------- | --------- |
| 1    | Valentin Madouas   | Groupama    | 10h30'18" |
| 2    | Thibault Guernalec | Arkéa       | a 8"      |
| 3    | Tom Wirtgen        | Wallonie    | a 32"     |
| 4    | Sean Bennett       | Educ. First | a 33"     |
| 5    | Julien Mortier     | Wallonie    | a 40"     |

### Classifica a squadre
| Pos. | Squadra            | Tempo     |
| ---- | ------------------ | --------- |
| 1    | Groupama-FDJ       | 31h30'38" |
| 2    | Trek-Segafredo     | a 20"     |
| 3    | EF Education First | a 30"     |
| 4    | Corendon-Circus    | a 56"     |
| 5    | Direct Énergie     | a 57"     |